# ムッサ・サンバ
ムッサ・サンバ(アラビア語: موسى سامبا、1988年12月31日 - ）はモーリタニア出身のサッカー選手。サッカーモーリタニア代表。2015年10月13日にヌアクショットのスタッド・オランピックで行われた2018 FIFAワールドカップ・アフリカ1次予選の南スーダン代表戦で代表初キャップ、初ゴールを記録し、チームの2次予選進出に貢献した。